# Naomi Cavadayová
Naomi Cavadayová (* 24. dubna 1989, Sidcup, Kent) je bývalá britská profesionální tenistka. Ve své kariéře na okruhu WTA Tour nevyhrála žádný turnaj. V rámci okruhu ITF získala tři tituly ve dvouhře a dva ve čtyřhře. V dubnu 2011, kdy figurovala na 231. pozici žebříčku, ukončila aktivní kariéru, aby u Britské tenisové asociace (Lawn Tennis Association) zahájila dráhu tenisové trenérky.
Na žebříčku WTA byla nejvýše ve dvouhře klasifikována v květnu 2010 na  174. místě a ve čtyřhře pak v dubnu téhož roku na 184. místě. Jejím posledním trenérem byl Rob Smith, dlouholetý kouč Tima Henmana.

## Finálové účasti na turnajích okruhu ITF
| Legenda okruhu ITF   |
| $100 000 tournaments |
| $75 000 tournaments  |
| $50 000 tournaments  |
| $25 000 tournaments  |
| $10 000 tournaments  |

### Dvouhra: 5 (3–2)

#### Vítězka (3)
| Č. | Datum             | Turnaj          | Povrch | Finalistka        | Výsledek |
| -- | ----------------- | --------------- | ------ | ----------------- | -------- |
| 1. | 6. listopadu 2005 | Puné $10 000    | tvrdý  | Isha Lakhani      | 6-4 6-1  |
| 2. | 18. března 2007   | Orange $25 000  | tvrdý  | Karin Knappová    | 6-1 6-1  |
| 3. | 3. května 2010    | Brescia $25 000 | antuka | Andrea Hlaváčková | 6-2 6-4  |

#### Finalistka (2)
| Č. | Datum           | Turnaj             | Povrch | Vítězka          | Výsledek    |
| -- | --------------- | ------------------ | ------ | ---------------- | ----------- |
| 1. | 12. března 2006 | Sunderland $10 000 | tvrdý  | Gaelle Widmerová | 1-6 6-3 1-6 |
| 2. | 14. září 2010   | Darwin $25 000     | tvrdý  | Olivia Rogowská  | 2-6 6-2 0-6 |

### Čtyřhra: 4 (2–4)

#### Vítězka (2)
| Č. | Datum          | Turnaj                | Povrch | Spoluhráčka          | Finalistky                              | Výsledek          |
| 1. | 3. května 2009 | Johannesburg $100 000 | tvrdý  | Lesja Curenková      | Kristína Kučová Anastasija Sevastovová  | 6-2 2-6 [11-9]    |
| 2. | 3. května 2010 | Brescia $25 000       | Clay   | Anastasia Pivovarova | Irina Kurjanovičová Valeria Savinychová | 6-3 6-7(5) [10-8] |

#### Finalistka (4)
| Č. | Datum           | Turnaj             | Povrch | Spoluhráčka        | Vítězky                                   | Výsledek       |
| 1. | 28. května 2006 | Budapešť $10 000   | antuka | Georgie Stoopová   | Antonia Xenia Toutová Nataša Zorićová     | 6-1 6-2        |
| 2. | 23. září 2006   | Nottingham $10 000 | tvrdý  | Claire Peterzenová | Georgie Stoopová Emily Webleyová-Smithová | 3-6 7-5 6-4    |
| 3. | 8. června 2007  | Surbiton $25 000   | tráva  | Elena Baltachová   | Karen Patersonová Melanie Southová        | 6-1 6-4        |
| 4. | 6. února 2010   | Sutton $25 000     | tvrdý  | Anna Smithová      | Irini Georgatuová Valeria Savinichová     | 5-7 6-2 [8-10] |